# Wolfsberg (Karinthië)
Wolfsberg (Sloveens: Volšperk) is een gemeente in het Oostenrijkse bondsland Karinthië en telt 24.998 inwoners (01-01-2019). Hier is tevens de zetel van het district Wolfsberg. Wolfsberg werd voor het eerst in 1007 vermeld en verwierf in 1331 stadsrechten van bisschop Werntho van Bamberg. In Wolfsberg ligt het gelijknamige kasteel, dat boven de stad ligt. Het bevond zich sinds de 11e eeuw in het bezit van het bisdom Bamberg en werd in 1846 aan graaf Hugo Henckel von Donnersmarck verkocht. De graaf vernieuwde het kasteel in Engelse Tudor-stijl.

## Sport
Wolfsberger AC is de professionele voetbalclub van Wolfsberg. De club speelt haar wedstrijden in de Lavanttal-Arena.

## Geboren
- Carl Schell (1927-2019), Zwitsers acteur van Oostenrijks afkomst
- Thomas Höller (1976), voetballer
- Sabine Schöffmann (1992), snowboardster

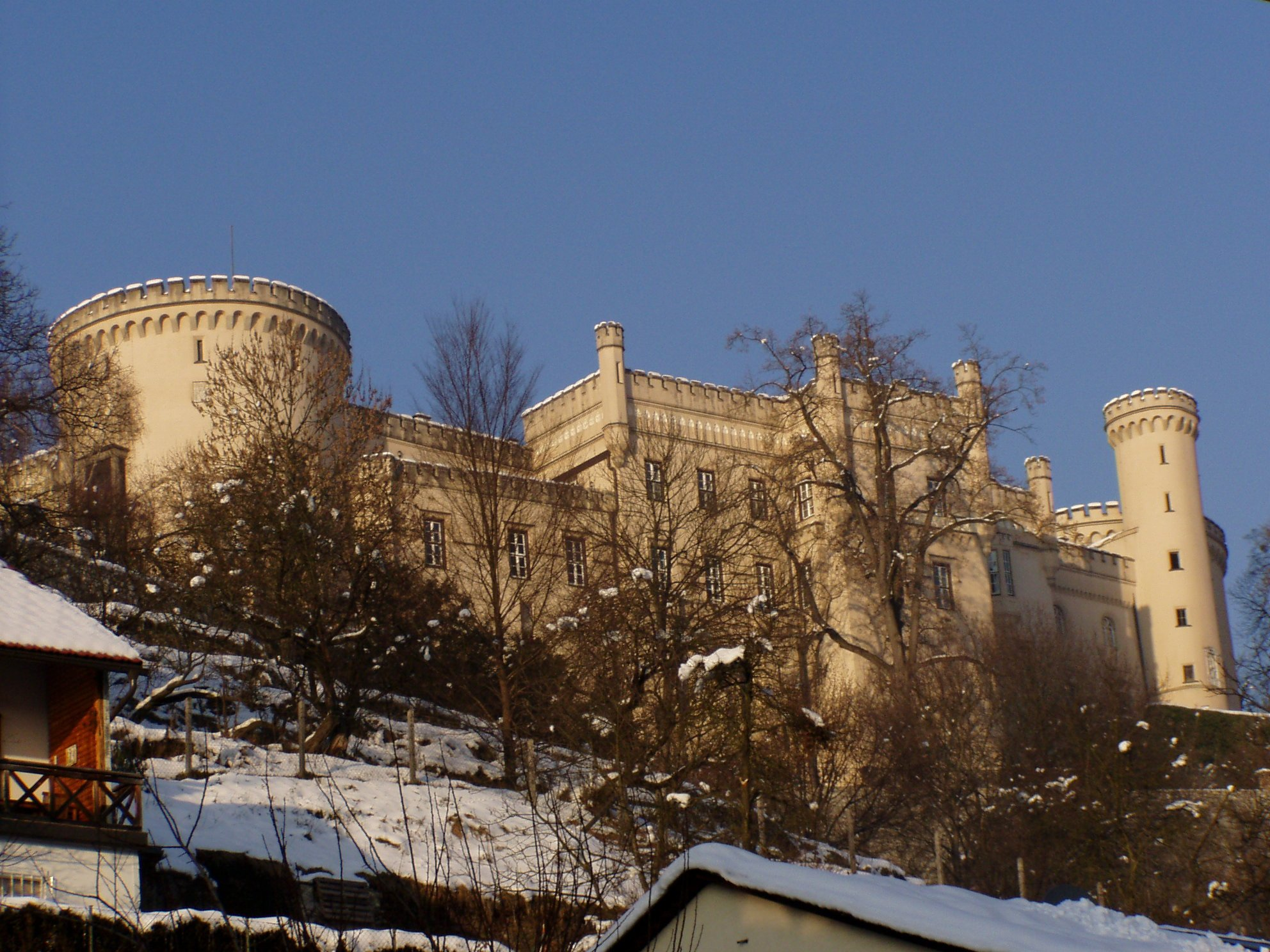
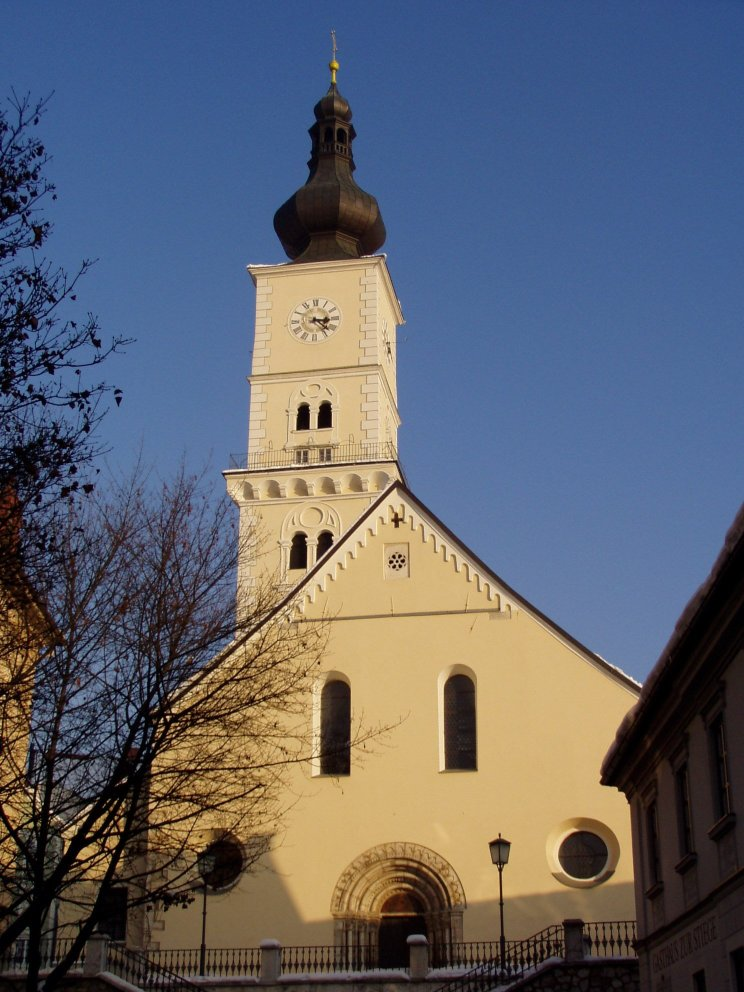
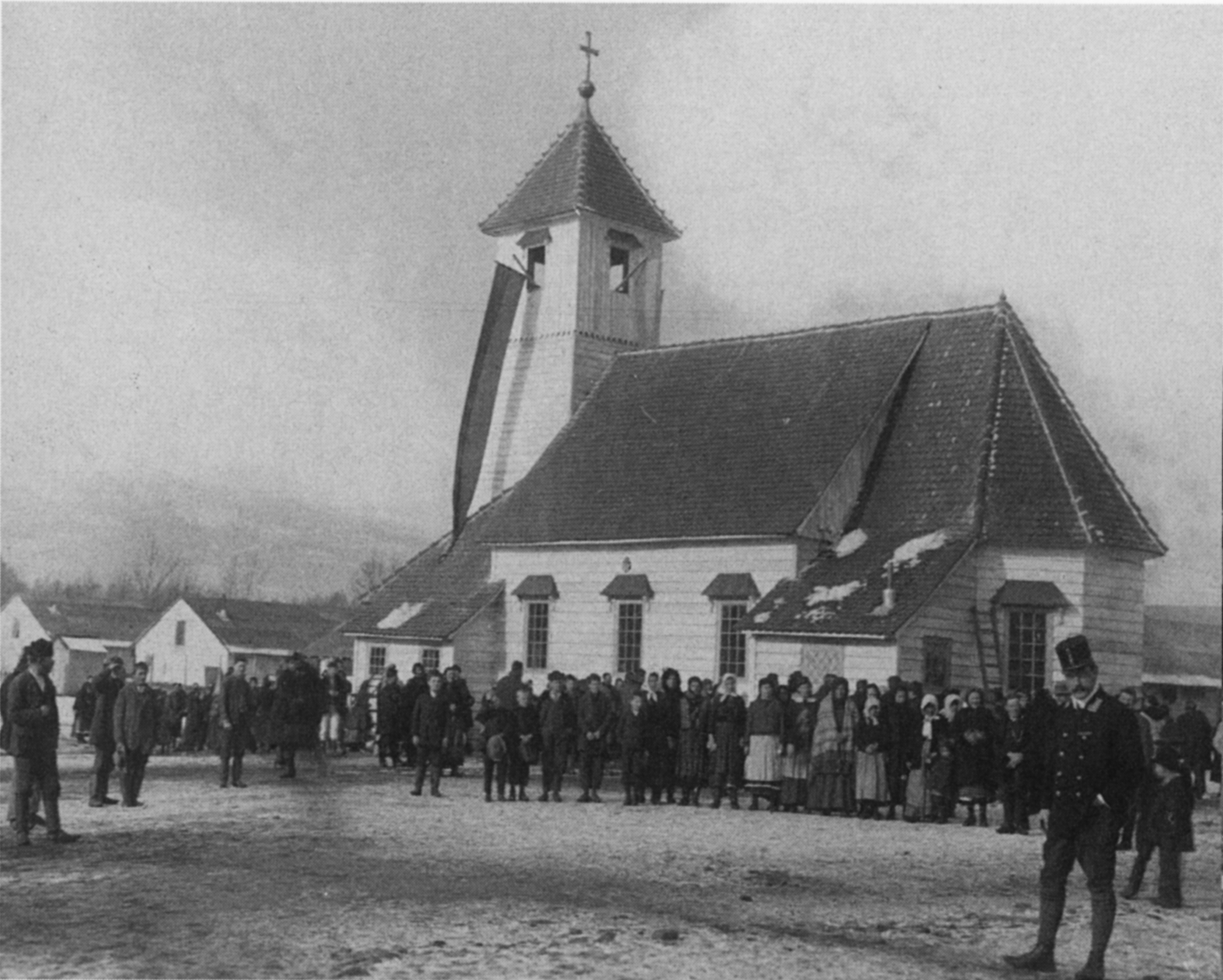
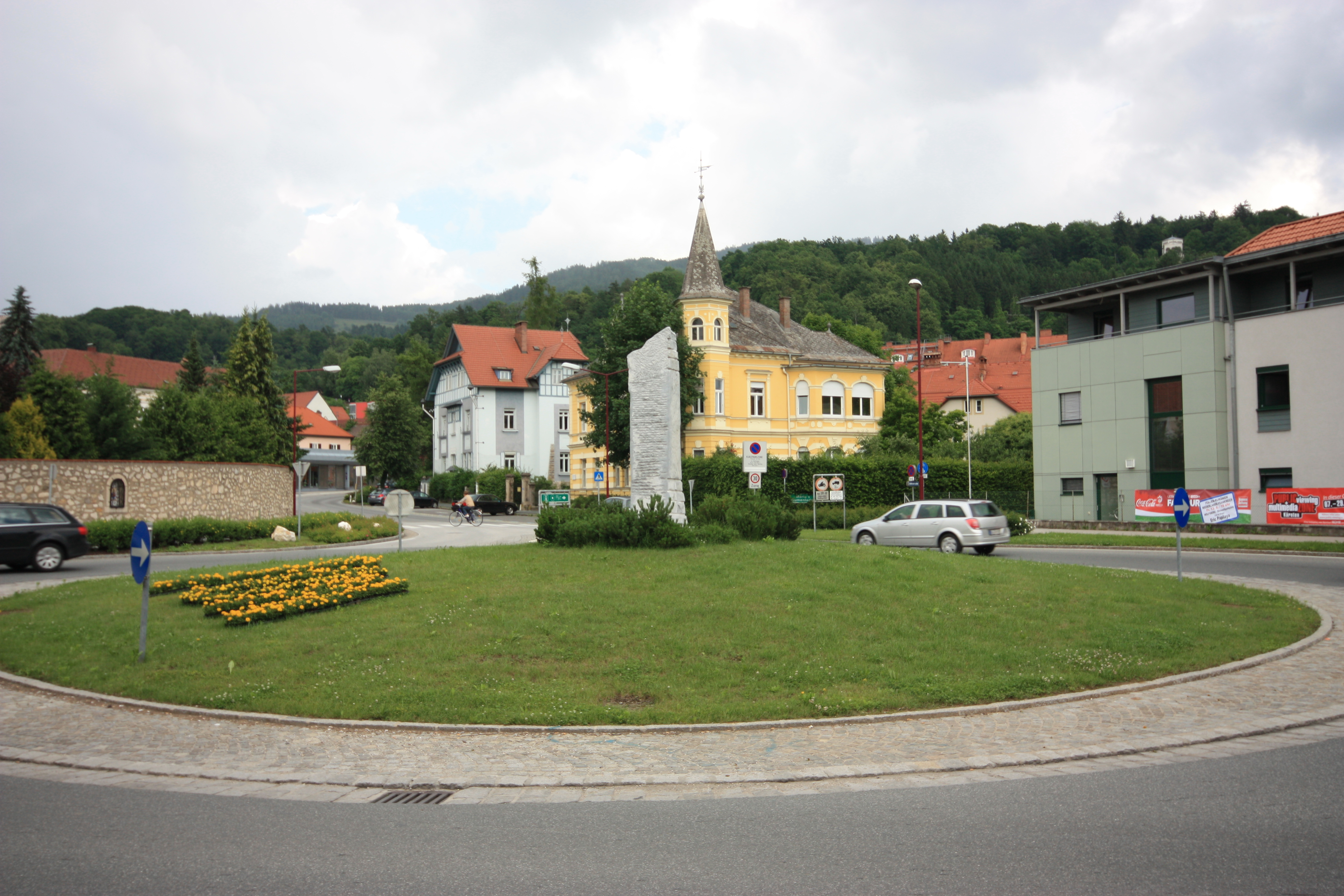
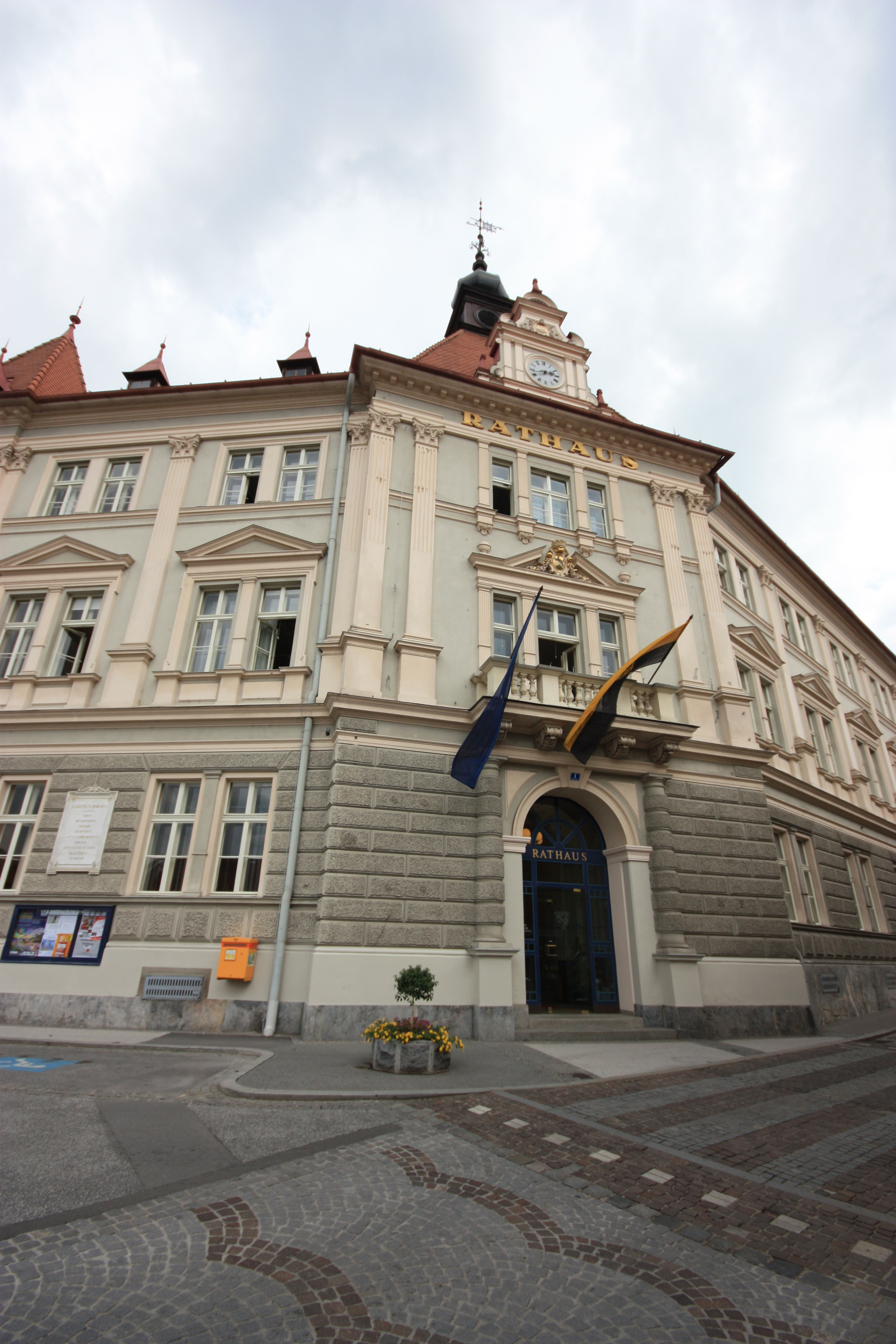

Bad Sankt Leonhard im Lavanttal ·
Frantschach-Sankt Gertraud ·
Lavamünd ·
Preitenegg ·
Reichenfels ·
Sankt Andrä ·
Sankt Georgen im Lavanttal ·
Sankt Paul im Lavanttal ·
Wolfsberg
- Gemeinsame Normdatei: 4405250-9
- Library of Congress Control Number: n84208037
- MusicBrainz: 916a3c17-a03f-45b9-9b7c-fd9c8778ea10
- Nationale Bibliotheek van Tsjechië: ge259807
- Nationale Bibliotheek van Israël: 987007559797805171
- Virtual International Authority File: 131404741
- WorldCat: E39PBJhhrgKRgkRygpBvr8PJDq